# Sæd
 For alternative betydninger, se Sæd (flertydig). (Se også artikler, som begynder med Sæd)
Sperma eller sæd er væsken, som er de fleste handyrs befrugtningsenhed. Den består af spermatozoer (sædceller) og sekret. 
Mandens sæd kommer fra sædblæren, testiklerne og prostata og kan under samleje føres ind i kvindens livmodermund. Sperma stødes ud af penis, når manden får udløsning, ejakulation. Sæden er mælkeagtig og noget tyktflydende og består af spermatozoer, vand, salt, proteiner og fruktose. Spermatozoer, som når frem til æggelederne, kan føre til graviditet.
Sædceller er haploide, så human sæd indeholder kun 23 kromosomer. Politiet kan sammenligne DNA fra sæd på et gerningssted med en mistænkts blod.
Steriliserede mænds sperma mangler blot spermatozoerne.